# Justizpalast (Kassel)
| Dieser Artikel wurde auf der Qualitätssicherungsseite des WikiProjekts Planen und Bauen eingetragen. Dies geschieht, um die Qualität der Artikel aus den Themengebieten Bautechnik, Architektur und Planung auf ein akzeptables Niveau zu bringen. Dabei werden Artikel, die nicht maßgeblich verbessert werden können, möglicherweise in die allgemeine Löschdiskussion gegeben. Hilf mit, die inhaltlichen Mängel dieses Artikels zu beseitigen, und beteilige dich an der Diskussion! |

Koordinaten: 51° 18′ 49″ N, 9° 30′ 10″ O

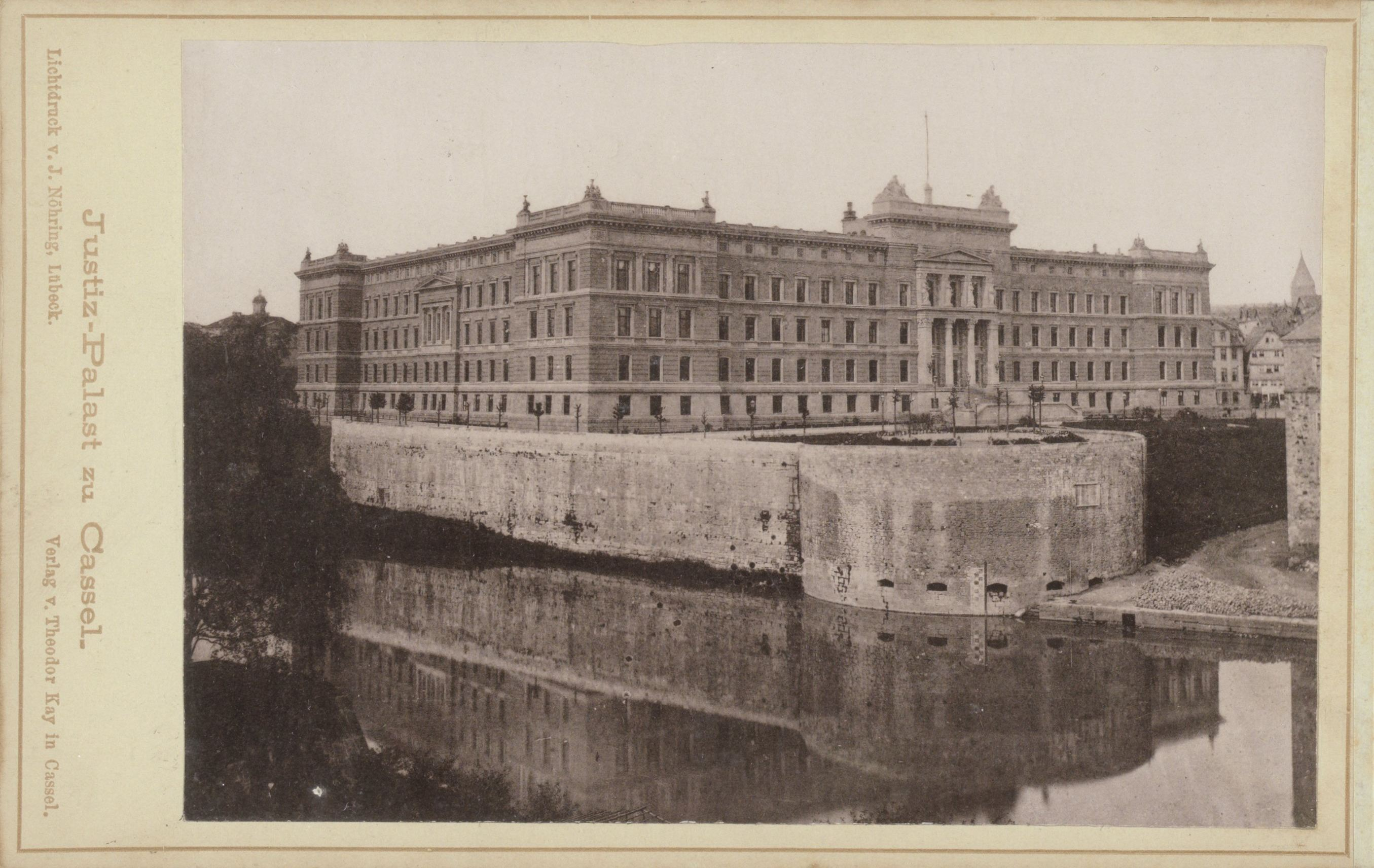
Justizpalast auf einem Foto aus der Zeit 1870–1890, Südostansicht

Der Justizpalast in Kassel wurde in den Jahren 1875 bis 1882 im Stil des Historismus erbaut. Der Bau wurde bei dem verheerenden Luftangriff auf Kassel am 22. Oktober 1943 schwer beschädigt. Die Ruine wurde von 1949 bis 1953 abgetragen. In den Jahren von 1957 bis 1960 wurde an gleicher Stelle das heutige Bürohochhaus des Regierungspräsidiums errichtet.

## Ausstattung

### Fassaden
Vier korinthische Säulen schmückten jeweils den Mittelteil der Fassaden.

#### Südseite (Justizgebäude)
Zwischen den Säulen befand sich der Haupteingang mit einer Treppe, umlagerten von zwei Sphinxen, die von Reinhold Begas ausgeführt wurden. Die Attribute waren Gesetzbuch, Schwert und Waage. Die Säulen wurden von Statuen von Carl Echtermeier gekrönt. Sie versinnbildlichten die Tugenden: Gerechtigkeit, Weisheit, Tapferkeit und Mäßigung.

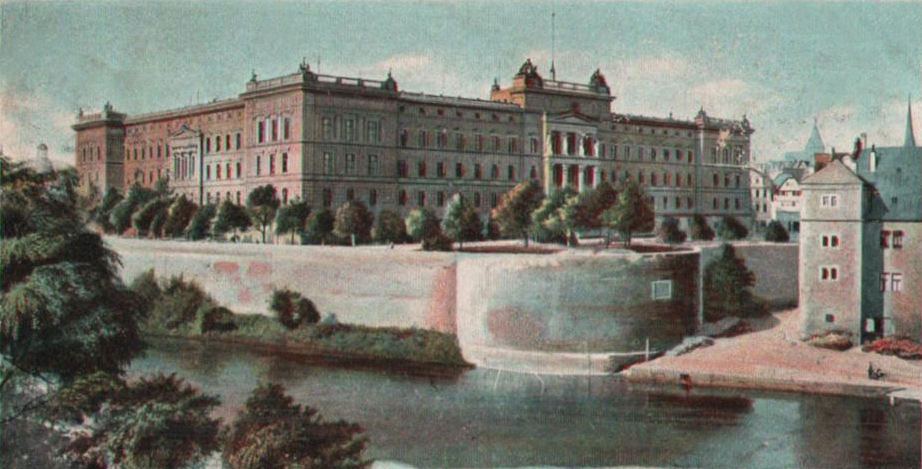
Lage an der Fulda, auf einer Ansichtskarte aus dem Jahr 1901

#### Nordseite (Regierungsgebäude)
Die vier korinthische Säulen standen auf Arkaden und schmückten den Mittelteil der Fassade. Dazwischen befand sich der Haupteingang. Neben den Treppen lagerten zwei Sphinxe, die von Reinhold Begas ausgeführt wurden. Die Säulen wurden von einem Ziergiebel geschmückt. Im Gegensatz zum Portal des Justizgebäudes krönten keine Statuen die Säulen.

### Treppenhaus

Überreichung der Pandekten an Kaiser Justinian (Entwurf für ein Wandgemälde im Gerichtsgebäude in Kassel)

Das Treppenhaus des Justizpalastes hatte eine breite, einläufige Treppe, die zum Wendepodest emporführte. Vom Wendepodest aus führten zwei Treppenarme weiter nach oben auf einen Erschließungskorridor oder eine Vorhalle zu, die durch weiße, teilvergoldete Doppelsäulen vom Treppenhaus abgeteilt war. Doppelpilaster nahmen die dorische Säulenordnung wieder auf. Die Ecken der Treppenbrüstungen wurden durch Sockel betont, die schlanke Messingkandelaber hatten. Oberhalb der erwähnten Doppelsäulen führte ein durch kleine Doppelpilaster gegliederter Fries um. Dessen Spiegel waren mit Rankenwerk und Grotesken ausgefüllt; in der Mitte der Felder hielten zwei Mischwesen Kartuschen mit Grisaille-Darstellungen.
Verschiedene Wandbilder schmückten das Treppenhaus des Justizpalastes. Die Wandfläche unter dem Fries wurde in abweichender Aufteilung von zwei schmalen und einem breiten Wandbild in ornamental-floralen Rahmungen eingenommen. Bilder wie Rahmen folgten dem Stil der italienischen Renaissance. Die vier schmalen Seitenbilder von Joseph Scheurenberg neben den breiten Wandbildern zeigten Tugenden: Gerechtigkeit, Weisheit, Tapferkeit und Mäßigung (Temperantia als Frauengestalt, die einen Streit schlichtet).
Die breiten Wandbilder von Franz Wieschebrink und Hugo Schneider zeigten die Urbarmachung des Landes, die Kirche, die Schule, den Ackerbau, den Forst, den Handel, die Gewerbe, und die durch Malerei und Bildhauerei vertretene Kunst. Weitere Gemälde sind:
- Borussia, die Provinz Hessen und die Stadt Cassel beschirmend und Überreichung der Pandekten an Kaiser Justinian von Hermann Knackfuß[3][4]
- Das Maifeld des Deutschen Kaisers von Louis Kolitz